# Виктория Мария Мекленбург-Стрелицкая
Виктория Мария Августа Луиза Антуанетта Каролина Леопольдина Мекленбург-Стрелицкая (нем. Victoria Marie Auguste Luise Antoinette Karoline Leopoldine von Mecklenburg-Strelitz; 8 мая 1878, Нойштрелиц — 14 октября 1948, Оберкассель под Бонном) — герцогиня Мекленбург-Стрелицкая. Старшая сестра последнего великого герцога Мекленбург-Стрелица Адольфа Фридриха IV.

## Биография
Виктория Мария — старшая дочь в семье великого герцога Адольфа Фридриха V Мекленбург-Стрелицкого и Елизаветы Ангальт-Дессауской, дочери герцога Фридриха I Ангальтского и Антуанетты Саксен-Альтенбургской. Принцесса получила достойное домашнее воспитание и пользовалась для своего образования отцовской библиотекой. Виктория Мария влюбилась в женатого придворного слугу Фридриха Хехта и вскоре забеременела от него. Во избежание скандала её вскоре отправили к бабушке Августе Каролине в Англию, где в 1898 году она родила в Лондоне дочь. Отец девочки был уволен со службы при дворе и позднее предстал перед судом по обвинению в краже.

### Первый брак
Вскоре Виктория Мария отправилась во Францию, где познакомилась с графом Жоржем Морисом Жаметелем (1859—1944), сыном банкира и промышленника Эрнста Жаметеля, получившего дворянский титул от папы Льва XIII в 1886 году. 22 июня 1899 года в католической часовне в Ричмонд-парке состоялось бракосочетание Виктории Марии и Жоржа Мориса Жаметеля. В тот же день состоялась вторая церемония венчания по англиканскому обряду в Кью. Брак считался морганатическим, тем не менее, принцесса получила апанаж в размере 200 тыс. долларов США в год. В браке, не ставшем счастливым, родилось двое детей:
- Георг Фридрих (1904—1982), граф Жаметель
- Мария Августа (1905—1969), графиня Жаметель, с 1910 года графиня Немеров, замужем за Карлом фон Бартоном, в браке родился сын.

В первые годы брака супруги проживали попеременно в Лондоне и Сен-Жермен-ан-Ле во Франции. С 1906 года супруги проживали раздельно. В 1908 году, когда стало известно о романе супруга с принцессой Марией Эулалией Испанской, Виктория Мария подала на развод. В августе того же года младший брат Виктории Марии Карл Борвин, желая защитить честь сестры, вызвал зятя на дуэль и был смертельно ранен. Брак Виктории Марии и графа Жаметеля был расторгнут 31 декабря 1908 года, дочь бывших супругов получила от великого герцога титул графини Немеров. Виктория Мария с дочерью поселились в Нойштрелице, позднее переехали в Блазевиц под Дрезденом.

### Второй брак
11 августа 1914 года графиня Виктория Мария вышла замуж в Нойштрелице за принца Юлия Эрнста Липпского (1873—1952), третьего сына Эрнста Липпе-Бистерфельдского. В этом счастливом браке родилось двое детей:
- Елизавета Каролина (1916—2013), принцесса Липпская, замужем за принцем Эрнстом Августом Сольмс-Браунфельсским, в браке родилась дочь
- Эрнст Август (1917—1990), принц Липпский, женат на Кристе фон Арним, в браке родилось 4 детей.

Виктория Мария Мекленбург-Стрелицкая умерла от последствий пневмонии, находясь на лечении в Оберкасселе под Бонном, и была похоронена в семейной усыпальнице князей Липпе в монастыре Хайстербах.